# 鳥栖神明社
鳥栖神明社（とりすしんめいしゃ）は愛知県名古屋市南区にある神社。

## 概要
創建時期は不明。境内全域が古墳となっている。

## 鳥栖神明社古墳

### 規模と構造
墳径約30メートル、墳高約3.5メートルの円墳で、かつては大塚と呼ばれていた。古墳全体が神明社の境内で、墳頂部は社を置くために削られている。発掘調査は行われておらず内部主体は不明。
周辺は住宅地として開発されて舗装道路で囲まれており、周濠などの遺構は残されていない。墳丘も各所に土留めがされており、一見して古墳には見えない状態となっている。

## アクセス
- 名古屋市営地下鉄桜通線 桜本町駅より徒歩で約5分。